# Leteći manijak
Leteći manijak je epizoda Zagora objavljena u svesci #39 Lunov magnus stripa u izdanju Dnevnika, Novi Sad, 1971. godine. Koštala je 3 nova dinara.

## Originalna epizoda
Originalna epizoda pod nazivom L'oro del fiume objavljena je premijerno u #3. regularne edicije Zagora u izdanju Bonelija u Italiji 1. septembra 1965. Epizodu je nacrtao i scenario napisao Galijeno Feri. Koštala je 200 lira.

## Reprize
Ova epizoda je dva puta reprizirana u bivšoj Jugoslaviji i Srbiji. Najpe u ZS460 pod nazivom Čovek koji leti 1979. godine, a potom u okviru #23 nove Zlatne serije sveske Ostrvo demona 2020. godine.